# Тароту, Тарарики
Тарарики Тароту (англ. Lawrence Nemeia, род. 27 июля 1974, Кирибати) — кирибатийский футболист, вратарь.

## Биография
Тарарики Тароту родился 27 июля 1974 года.
Играл в футбол на позиции вратаря.
Провёл 6 матчей за сборную Кирибати.
В 2003 году участвовал в футбольном турнире Южнотихоокеанских игр в Суве, провёл 3 матча, пропустил 26 мячей. Полностью отыграл поединки со сборными Тувалу (2:3) и Вануату (0:18). В матче с Фиджи (0:12) вышел в стартовом составе и был заменён на 37-й минуте при счёте 0:5.
В 2011 году участвовал в футбольном турнире Тихоокеанских игр в Нумеа, провёл 3 матча, пропустил 29 мячей. Полностью отыграл поединки со сборными Островов Кука (0:3) и Таити (1:17). В матче с Папуа — Новой Гвинеей (1:17) вышел в стартовом составе и был заменён в перерыве при счёте 0:9.